# Cao Chong
Cao Chong (chinesisch 曹沖 / 曹冲, Pinyin Cáo Chōng, W.-G. Ts'ao Ch'ung; Zì 倉舒,  Cāngshū,  Ts'ang-shu; * 196; † 208) war ein Sohn des chinesischen Warlords Cao Cao zur Zeit der Drei Reiche im alten China.
Cao Chong war der älteste Sohn von Cao Caos Geliebter Huan. Nach den Chroniken der Drei Reiche von Chen Shou hatte er schon im Alter von fünf oder sechs Jahren den Verstand eines Erwachsenen. So geht die Sage in China, dass der südliche Warlord Sun Quan seinem Vater Cao Cao einst einen Elefanten gesandt habe. Cao Cao wünschte dessen Gewicht zu erfahren, aber niemand hatte eine Vorstellung, wie man das anstellen sollte. Da meldete sich Cao Chong: Er bat, den Elefanten auf ein Boot zu bringen, an dessen Kiel der Wasserstand gekennzeichnet wurde. Dann wurde der Elefant an Land geführt und das Schiff mit kleineren Gewichten beladen, bis es denselben Wasserstand hatte wie mit dem Elefanten an Bord. Eine Problemlösung, die der des Kronenproblems durch Archimedes ähnelt.
Ein andermal wurde Cao Caos Sattel im Lager von Nagern zerbissen. Die Aufseher fürchteten um ihre Leben, denn das Gesetz war streng in Zeiten des Krieges. Als Cao Chong davon erfuhr, nahm er ein Messer und schnitt sich Löcher in die Kleidung, als ob Ratten sie zerbissen hätten. Dann ging er zu Cao Cao und klagte, dass er die Rattenbisse als schlechtes Omen deute. Cao Cao tröstete ihn und stellte das Ganze als Aberglauben hin. Darauf erzählte Cao Chong ihm von dem Sattel. Cao Cao lachte und sprach: „Wenn sogar meines Sohnes Kleider an seinem Leib nicht vor den Ratten sicher sind, wer spricht da noch vom Sattel im Lager?“ Die Aufseher wurden verschont.
Cao Chong besah sich Prozesse gegen Kriminelle sehr genau, um Unrecht zu verhindern. Durch seine Intelligenz und sein Wohlwollen gewann er Cao Caos Herz, der oft erklärte, ihn zu seinem Nachfolger machen zu wollen. Cao Chong starb im jungen Alter. Cao Cao sagte darauf zu seinem Sohn Cao Pi, seinem endgültigen Nachfolger: „Dies ist mein Unglück, aber dein Glück.“
Im Jahre 221 verlieh Cao Pi seinem Halbbruder postum den Titel Marquis Ai von Deng, und zehn Jahre später wurde er zum Prinzen Ai von Deng befördert. Weil er ohne Erben starb, wurde sein Neffe Cao Cong sein Nachfolger.